# Cornișa
Cornișa (maghiară Kornisa sau Párkány negyed, mai demult Kosárdomb) este un cartier din Târgu Mureș.

## Istoric
Principalele străzi care traversează zona numită astăzi Cornișa sunt atestate de secole de documente scrise. Prima menționare al străzii Gheorghe Marinescu este Kosárdomb út din 1907 care provine din denumirea zonei în limba maghiară. Ulterior în 1912 a fost modificată numele în Calea Regele Ștefan, iar în 1920 în Strada Mihai Viteazul. În 1946 strada a căpătat denumirea neutră de Strada Universității – Egyetem út. În 1983 strada Gheorghe Marniescu (1966) a fost prelungită prin construirea serpentinei din fața Spitalului de Urgență către cartierul 7 Noiembrie.

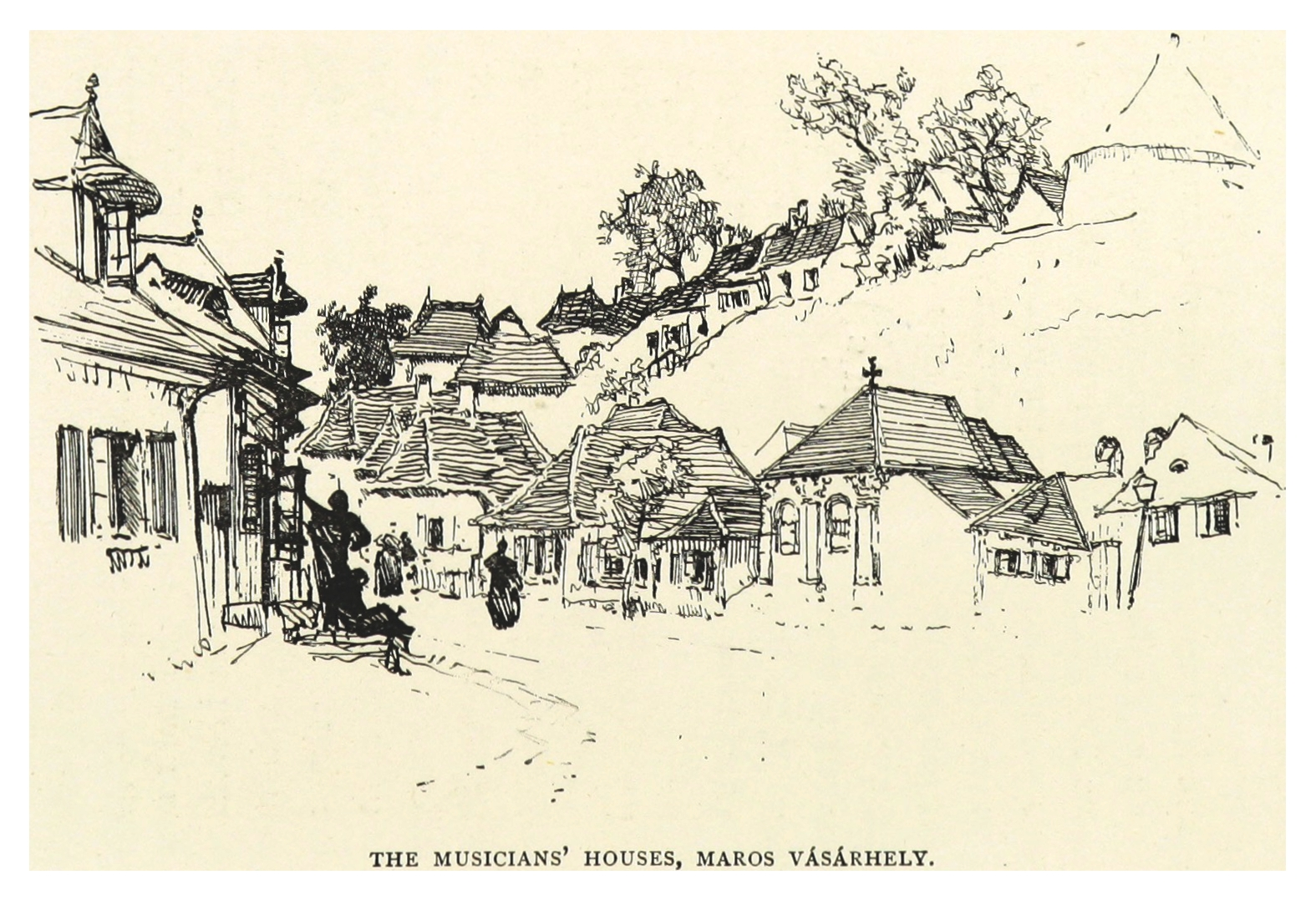
Strada locuită de muzicieni (1893)

## Obiective
În cartierul Cornișa a fost amplasată în 1967 statuia Femeia cu arc lui Béla Kulcsár, iar în parcul din fața Casei de Cultură a Studenților se găsește din 1989 statuia lui Mihai Eminescu, opera lui Márton Izsák. În 1994 a fost dezvelit lângă Spitalul Clinic Județean Monumentul foștilor deținuți politici, opera lui Ioan Vasile Grama. Statuile Tronul geometriei și Izvorul au fost amplasate în 2008 în fața Spitalului Clinic Județean de Urgență.

## Instituții de învățământ și cultură
- Școala Gimnazială Europa
- Biblioteca Județeană Mureș (Filiala nr. 4 - str. Trébely, nr. 7)